# Nicolas Charbonnier
Nicolas Charbonnier (Roubaix, 4 de agosto de 1981) es un deportista francés que compitió en vela en la clase 470. 
Participó en los Juegos Olímpicos de Pekín 2008, obteniendo una medalla de bronce en la clase 470 (junto con Olivier Bausset). Ganó una medalla de plata en el Campeonato Mundial de 470 de 2010 y dos medallas en el Campeonato Europeo de 470, oro en 2002 y plata en 2007.

## Palmarés internacional
| \| Juegos Olímpicos \| Juegos Olímpicos \| Juegos Olímpicos \| Juegos Olímpicos \| \| Año \| Lugar \| Medalla \| Clase \| \| ------------------ \| ---------------------- \| ----------------- \| ---------------- \| \| 2008 \| Pekín (China) \| Medalla de bronce \| 470 \| \| Campeonato Mundial \| \| \| \| \| Año \| Lugar \| Medalla \| Clase \| \| 2010 \| La Haya (Países Bajos) \| Medalla de plata \| 470 \| \| Campeonato Europeo \| \| \| \| \| Año \| Lugar \| Medalla \| Clase \| \| 2002 \| Tallin (Estonia) \| Medalla de oro \| 470 \| \| 2007 \| Salónica (Grecia) \| Medalla de plata \| 470 \| |                        |                   |       |
| Juegos Olímpicos |                        |                   |       |
| Año | Lugar                  | Medalla           | Clase |
| 2008 | Pekín (China)          | Medalla de bronce | 470   |
| Campeonato Mundial |                        |                   |       |
| Año | Lugar                  | Medalla           | Clase |
| 2010 | La Haya (Países Bajos) | Medalla de plata  | 470   |
| Campeonato Europeo |                        |                   |       |
| Año | Lugar                  | Medalla           | Clase |
| 2002 | Tallin (Estonia)       | Medalla de oro    | 470   |
| 2007 | Salónica (Grecia)      | Medalla de plata  | 470   |